# Mount Tempyō
Mount Tempyō (von japanisch 天平山 Tempyo-zan, deutsch ‚Abgeflachter Berg‘) ist ein 260 m hoher und felsiger Hügel an der Prinz-Harald-Küste des ostantarktischen Königin-Maud-Lands. Er ragt am südlichen Ausläufer der Landspitze Skarvsnes auf.
Luftaufnahmen und Vermessungen einer von 1957 bis 1962 dauernden japanischen Antarktisexpedition dienten seiner Kartierung. Japanische Wissenschaftler nahmen 1973 seine deskriptive Benennung vor, die das Advisory Committee on Antarctic Names 1975 in einer Teilübersetzung ins Englische übertrug.